# Coturnix gomerae
La codorniz canaria (Coturnix gomerae) es una especie extinta de ave galliforme de la familia de los faisánidos que habitó en las islas Canarias hasta la llegada de los aborígenes canarios.

## Aspecto
Presentaba unas alas más cortas y gráciles que las de la codorniz común (Coturnix coturnix), lo que probablemente significara que sus hábitos fueran más terrestres y sedentarios.

## Distribución
Los restos a partir de los que se describió la especie fueron encontrados en la isla de La Gomera, pero hoy en día se cree que habitó todas las islas del archipiélago, existiendo restos en El Hierro, La Palma, Tenerife y Fuerteventura. Su presencia en Gran Canaria y Lanzarote es hipotética.

## Interacción con los seres humanos
Esta especie aparece en yacimientos arqueológicos, lo que sugiere que fue consumida por los aborígenes canarios.

## Extinción
Se extinguió poco después de la llegada de los aborígenes a las islas, probablemente debido a su consumo por parte de estos y a la introducción de gatos y ratas en las islas, que depredarían sobre ellas.